# Wzgórze Kapliczne
Wzgórze Kapliczne, też Święte Wzgórze – niewielkie wzniesienie o wysokości około 120 m n.p.m., sztucznie usypane na wrocławskim osiedlu Osobowice, na obrzeżach Lasu Osobowickiego. Jest ono miejscem kultu cudownej figury Matki Bożej Osobowickiej.

## Historia
Wzgórze było w okresie od VII do V w. p.n.e. grodem zamieszkiwanym przez lud kultury łużyckiej.
Cudowna figura Matki Bożej Osobowickiej została wykonana ok. 1600 roku. Jak głosi legenda, została wykonana z drewna dębu, rosnącego niegdyś na wzgórzu. Od końca XVII w. Osobowice należały do sióstr klarysek. Z powodu cudu uzdrowienia z paraliżu znanego ówczesnego śpiewaka, na tym miejscu wybudowano drewnianą kaplicę, a dąb wycięto. Figurę ustawiono na ołtarzu bocznym. Wkrótce potem zbudowano większą, murowaną kaplicę wg projektu K. F. Langhansa. Kamień węgielny zawierał spisaną historię Osobowic.  W 1870 roku dobudowano do kaplicy zakrystię zaprojektowana przez Carla Lüdecke, a w 1885 r. od strony wschodniej kaplicę rozbudowano według projektu Alexisa Langera. W krypcie pod kaplicą jest pochowany Johann Gottlieb Korn, fundator świątyni, protestant. Obecnie kaplica należy do parafii św. Teresy od Dzieciątka Jezus. Co niedzielę odbywa się tam msza święta, a w pierwszą niedzielę po 12 września uroczysty odpust. Obecnie kaplica została odnowiona dzięki staraniom ks. Krzysztofa Jankowiaka.

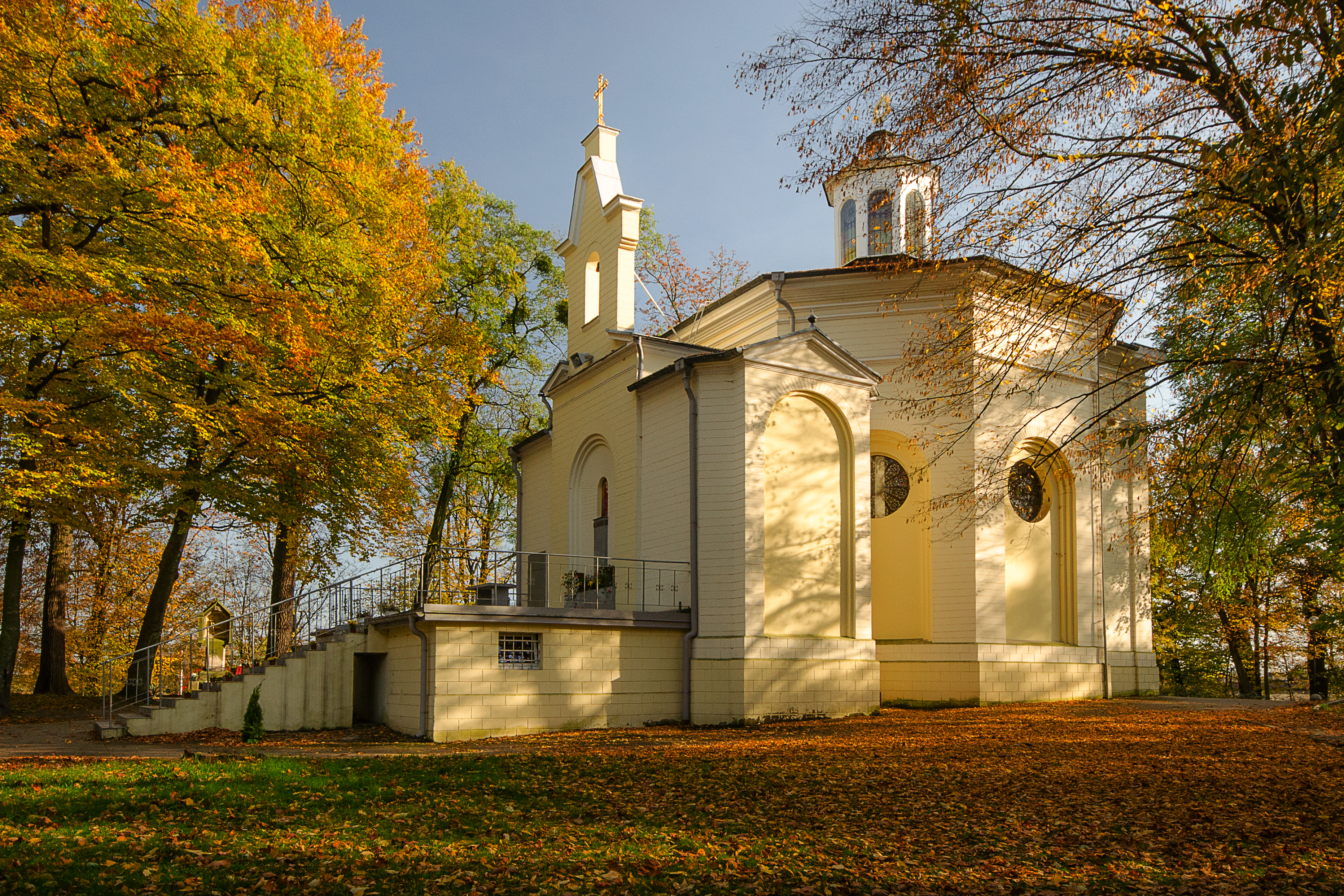
Kaplica Kornów
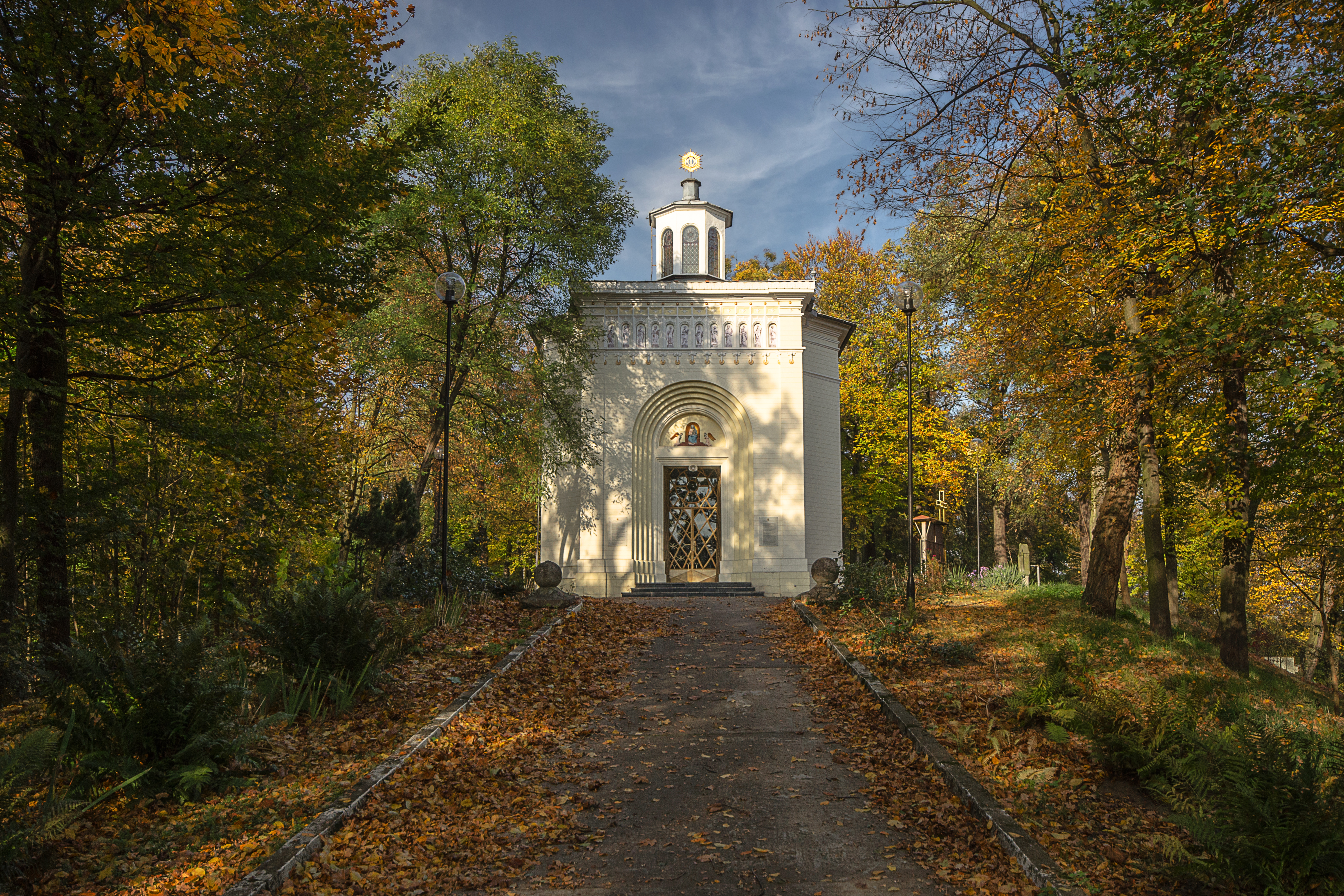
Kaplica Kornów